# Temminckzwergspecht

Verbreitungsgebiet des Temminckzwergspechtes

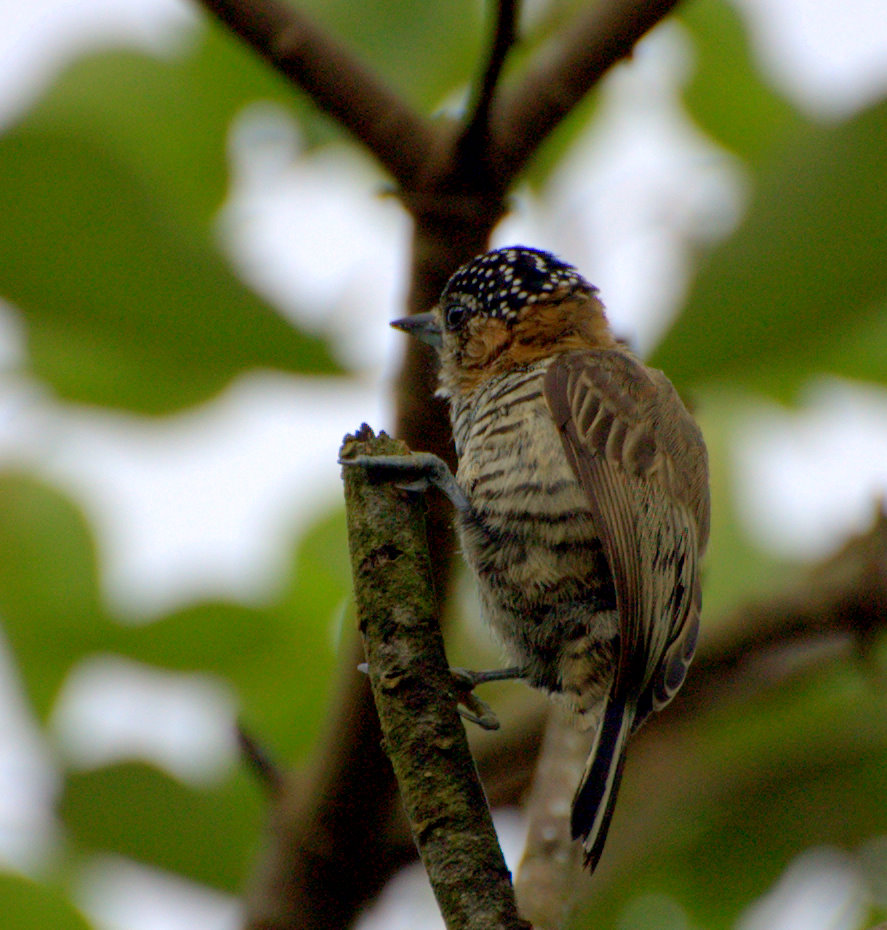
Weibchen

Der Temminckzwergspecht (Picumnus temminckii), auch Bänderzwergspecht, ist eine Vogelart aus der Gattung der Zwergspechte (Picumnus) aus der Familie der Spechte (Picidae).
Der Vogel kommt im südlichen Atlantischen Regenwald von Südostbrasilien bis Nordostargentinien und Ostparaguay vor.
Der Lebensraum umfasst Tropischen Regenwald mit hohem Gebüsch und Waldränder.

## Merkmale
Die Art ist 9–10 cm groß und wiegt zwischen 10 und 13 g. Das Männchen hat eine schwarze bis zum Nacken reichende Kopfkappe mit kleinen weißen Punkten, die Stirn trägt breite rote Federspitzen. Die Zügel und Nasenhaare sind weißlich, die Wangen sind kräftig gelblich-braun, die Ohrdecken haben oben eine helle gelbbraune Begrenzung oder einen kleinen weißen Hinteraugenstreif. Der Nacken wird durch einen breiten zimtfarbenen Kragen abgesetzt, oft heller am Übergang zum Nacken. Die Oberseite ist einfarbig, manchmal sehr zart heller gebändert. Die Flügeldecken sind braun und haben gelbbraune Ränder, die Flugfedern sind dunkelbraun mit schmalen gelblich-braunen Rändern. Die Schwanzoberseite ist schwärzlich, das zentrale Federpaar zeigt auf der Innenseite einen weißen Streifen, die äußeren beiden Steuerfedern weisen einen schräg verlaufenden weißen Subterminalfleck auf. Kinn und Kehle sind blass gelb-bräunlich-weiß, die Federn tragen kleine schwärzliche Spitzen.
Die übrige deutlich schwarz gebänderte Unterseite ist weißlich, auf den Flanken und dem Unterbauch in kräftiges gelb-braun übergehend.
Die Flügelunterseite ist hellbraun, die Unterflügeldecken sind weißlich. Der Schnabel ist kurz, der Schnabelfirst leicht gebogen, schwarz mit grauer Basis. Die Iris ist braun, die Orbitalhaut und die Beine sind grau.
Beim Weibchen fehlt das Rot am Kopf. Jungvögel sind dunkler und matter gefärbt und kräftiger aber weniger deutlich gebändert.
Die Art kann mit dem Weißschuppen-Zwergspecht (Picumnus albosquamatus) im Südosten Brasiliens und dem Zebrazwergspecht (Picumnus cirratus) hybridisieren.

## Geografische Variation
Die Art ist monotypisch.

## Stimme
Der Ruf des Männchens wird als hochtöniges Pfeifen “tsirrrr, si-si-si…” beschrieben. Die Art trommelt laut in kurzen Salven ähnlich dem des Braunbrust-Zwergspechtes (Picumnus nebulosus), aber langsamer.

## Lebensweise
Die Nahrung besteht aus Insekten und Larven, die bodennah, meist an dünnen Stängeln oder hohlen dünnen Ästen, gesammelt werden.
Die Brutzeit dürfte zwischen Oktober und Dezember liegen. Das Männchen baut die Nisthöhle etwa 2–3 m über dem Erdboden.
Die Art ist ein Standvogel.

## Etymologie und Forschungsgeschichte
Die Erstbeschreibung des Temminckzwergspechts erfolgte 1845 durch Frédéric de Lafresnaye unter dem wissenschaftlichen Namen Picumnus Temminckii. Für Lafresnaye war dies ein neuer Name für  Picumnus exilis Temminck, 1825. Als Verbreitungsgebiet gab er Paraguay an. 1825 führte Temminck auch den neuen Gattungsnamen Picumnus ein. Der Begriff Picumnus ist das Diminutiv von lateinisch picus ‚Specht‘. In der römischen Mythologie wurde der Gott Picumnus laut Nonius Marcellus mit dem Grünspecht assoziiert. Der Artname temminckii ist Temminck gewidmet. Alfred Laubmann hatte für sein Werk Die Vögel von Paraguay einen Balg, gesammelt von Adolf Neunteufel (1909–1979) in Puerto Sastre im Cambyretá am Río Paraná, zur Verfügung. In der Literatur fand er Nachweise für das Land, so z. B. in Departamento Alto Paraná durch Arnaldo de Winkelried Bertoni und in Paso Yuvay durch Roberto Dabbene Eigentlich hätte Temmincks Name nach den Internationalen Regeln für die Zoologische Nomenklatur Vorgang vor Lafresnayes Name, doch war exilis schon vorbelegt durch den Goldschuppen-Zwergspecht (Picumnus exilis (Lichtenstein, 1823)).

## Gefährdungssituation
Der Bestand gilt als „nicht gefährdet“ (least Concern).